# Jarnsaxa (måne)
Jarnsaxa  är en av Saturnus månar. Den upptäcktes av Scott S. Sheppard, David C. Jewitt, Jan Kleyna och Brian G. Marsden, och gavs den tillfälliga beteckningen S/2006 S 6. Den heter också Saturn L.
Jarnsaxa är 6 kilometer i diameter och har ett genomsnittligt avstånd på cirka 18 811 000 kilometer från Saturnus. Den har en lutning på 162,9° till ekliptikan (164,1° till Saturnus ekvator) i en retrograd riktning och med en excentricitet av 0,1918. Det är en medlem i nordiska gruppen av oregelbundna satelliter.
Jarnsaxa är uppkallad jättinnan Järnsaxa i fornnordisk mytologi.